# Darcy Roper
Darcy Roper (31 marzo 1998) è un lunghista australiano.

## Biografia
Roper inizia a gareggiare nel 2012 nelle competizioni di salto in lungo, arriva alla prima competizione internazionale nel 2015 ai Mondiali allievi in Colombia, vincendo una medaglia d'argento, accompagnata l'anno successivo da un bronzo ai Mondiali juniores. Debutta nei seniores nel 2019, gareggiando con successo alle Universiadi di Napoli e ai Mondiali di Doha.

## Palmarès
| Anno | Manifestazione       | Sede      | Evento         | Risultato | Prestazione | Note |
| ---- | -------------------- | --------- | -------------- | --------- | ----------- | ---- |
| 2015 | Mondiali U18         | Cali      | Salto in lungo | Argento   | 8,01 m      |      |
| 2016 | Mondiali U20         | Bydgoszcz | Salto in lungo | Bronzo    | 7,88 m      |      |
| 2019 | Universiadi          | Napoli    | Salto in lungo | Bronzo    | 7,90 m      |      |
| 2019 | Mondiali             | Doha      | Salto in lungo | 15º (q)   | 7,82 m      |      |
| 2022 | Campionati oceaniani | Mackay    | Salto in lungo | Argento   | 7,84 m      |      |